# La Divine Lady
Pour plus de détails, voir Fiche technique et Distribution.
La Divine Lady (The Divine Lady) est un film américain réalisé par Frank Lloyd, sorti en 1929.
C'est le seul film à avoir remporté l'Oscar du meilleur réalisateur alors qu'il n'était pas nommé pour le meilleur film.

## Fiche technique
- Titre original : The Divine Lady
- Titre français : La Divine Lady
- Réalisation : Frank Lloyd, assisté de Thornton Freeland
- Scénario : Forrest Halsey et Agnes Christine Johnston d'après le livre de E. Barrington
- Production : Frank Lloyd, Walter Morosco et Richard A. Rowland
- Musique : Cecil Copping (en)
- Photographie : John F. Seitz
- Directeur artistique : Horace Jackson
- Décors de plateau : Ray Moyer (non crédité)
- Costumes : Max Rée
- Montage : Hugh Bennett
- Société de production : First National Pictures
- Pays de production : États-Unis
- Format : Noir et blanc - Muet (+ musique et effets sonores)
- Genre : Drame
- Durée : 98 minutes
- Date de sortie : 1929

## Distribution
- Corinne Griffith : Lady Emma Hart Hamilton
- Victor Varconi : Horatio Nelson
- H. B. Warner : Sir William Hamilton
- Ian Keith : Honorable Charles Greville
- Marie Dressler : Mme Hart
- Montagu Love : Capitaine Hardy
- William Conklin : George Romney
- Dorothy Cumming : Reine Maria Carolina de Naples

Acteurs non crédités
- Harold Goodwin

## Distinctions
- Oscar du meilleur réalisateur